# Björklinge landskommun
Björklinge landskommun var tidigare en kommun i Uppsala län.

## Administrativ historik
Den 1 januari 1863, när kommunalförordningarna började tillämpas, skapades över hela riket cirka 2 500 kommuner, varav 89 städer, 8 köpingar och resten landskommuner. Då inrättades i Björklinge socken i Norunda härad i Uppland denna kommun
1952 genomfördes den första av 1900-talets två genomgripande kommunreformer i Sverige. Björklinge bildade då en "storkommun" genom sammanläggning med den tidigare kommunen Viksta.
1 januari 1954 överfördes till Björklinge landskommun och Viksta församling från Vattholma landskommun och Tensta församling ett område (Husby 1:2) med 6 invånare och omfattande en areal av 0,23 km², varav allt land.
Kommunreformen 1971 innebar att Björklinge kommun upphörde och tillsammans med många andra kommuner bildade Uppsala kommun.
Kommunkoden 1952–70 var 0315.

### Kyrklig tillhörighet
I kyrkligt hänseende tillhörde kommunen Björklinge församling. Den 1 januari 1952 tillkom Viksta församling.

## Kommunvapnet
Björklinge landskommuns vapen fastställdes av Kungl. Maj:t den 7 mars 1958, med följande blasonering: Sköld, styckad av silver, vari ett balkvis ställt grönt björklöv, och av grönt, vari ett balkvis ställt störtat björklöv av silver. Detta är ett så kallat "talande vapen" då björklöven syftar på ortnamnet.

## Geografi
Björklinge landskommun omfattade den 1 januari 1952 en areal av 185,57 km², varav 174,91 km² land. Efter nymätningar och arealberäkningar färdiga den 1 januari 1956 omfattade landskommunen den 1 november 1960 (enligt indelningen den 1 januari 1961) en areal av 186,90 km², varav 180,59 km² land.

### Tätorter i kommunen 1960
I Björklinge kommun fanns tätorten Björklinge, som hade 651 invånare den 1 november 1960. Tätortsgraden i kommunen var då 28,1 procent.

## Politik

### Mandatfördelning i valen 1938–1966
| 7 | 2 | 4 | 7 |

| 20 |

| 5 | 3 | 5 | 6 | 1 |

| 20 |

| 8 | 1 | 5 | 6 |

| 19 |

| 11 | 10 | 8 |  |

| 30 |

| 12 | 9 | 6 | 3 |

| 26 |

| 10 | 12 | 6 | 2 |

| 28 |

| 12 | 11 | 5 | 2 |

| 28 |

| 11 | 10 | 5 |  | 3 |

| 26 |